# Šípatka širolistá
Šípatka širolistá (Sagittaria latifolia) je druh jednoděložných rostlin z čeledi žabníkovité (Alismataceae).

## Popis
Jedná se o vytrvalou bahenní až vodní rostlinu, dorůstá výšky až 45 cm , pod zemí se nacházejí hlízy. Listy jsou v přízemní růžici, jsou dlouze řapíkaté s výrazně střelovitou čepelí. Květy jsou uspořádány do květenství, jedná se o vrcholový hrozen až latu uspořádanou do přeslenů. Květy jsou jednopohlavné, okvětí je rozlišeno na kalich a korunu. Kališní lístky jsou 3, korunní také 3, korunní lístky jsou bílé, na bázi nemají na rozdíl od šípatky střelolisté sytě fialovou skvrnu. Prašníky jsou žluté, nikoliv červenofialové. Gyneceum je apokarpní. Plodem jsou nažky uspořádané v souplodí, zobánek nažky je delší než 1 mm.

## Rozšíření ve světě
Šípatka širolistá roste přirozeně v Americe, a to od jihovýchodní Kanady, přes celé USA (hlavně východní polovinu), sahá přes Mexiko, Střední Ameriku na jih až po Kolumbii, Ekvádor a Venezuelu . Adventivně roste jinde, např. v Evropě.

## Rozšíření v Česku
V ČR i v celé Evropě je nepůvodní. Kubát (2002)  udává výskyt jako vzácný a přechodný, ve skutečnosti je mnohem hojnější a výskyt bude zřejmě i trvalejšího charakteru. Sutorý (2006)  udává desítky lokalit především z Polabí, ale výskyt byl zaznamenán i na Moravě. Existuje nebezpečí, že se stane šípatka širolistá invazním druhem.

## Využití
Vařené či opékané hlízy jsou jedlé, rostlina byla nazývána duck potato, Indian potato, či wapato. Byl to důležitý zdroj potravy pro některé kmeny severoamerických Indiánů . Také je pěstována jako okrasná mokřadní rostlina.